# Mährisches Landesmuseum

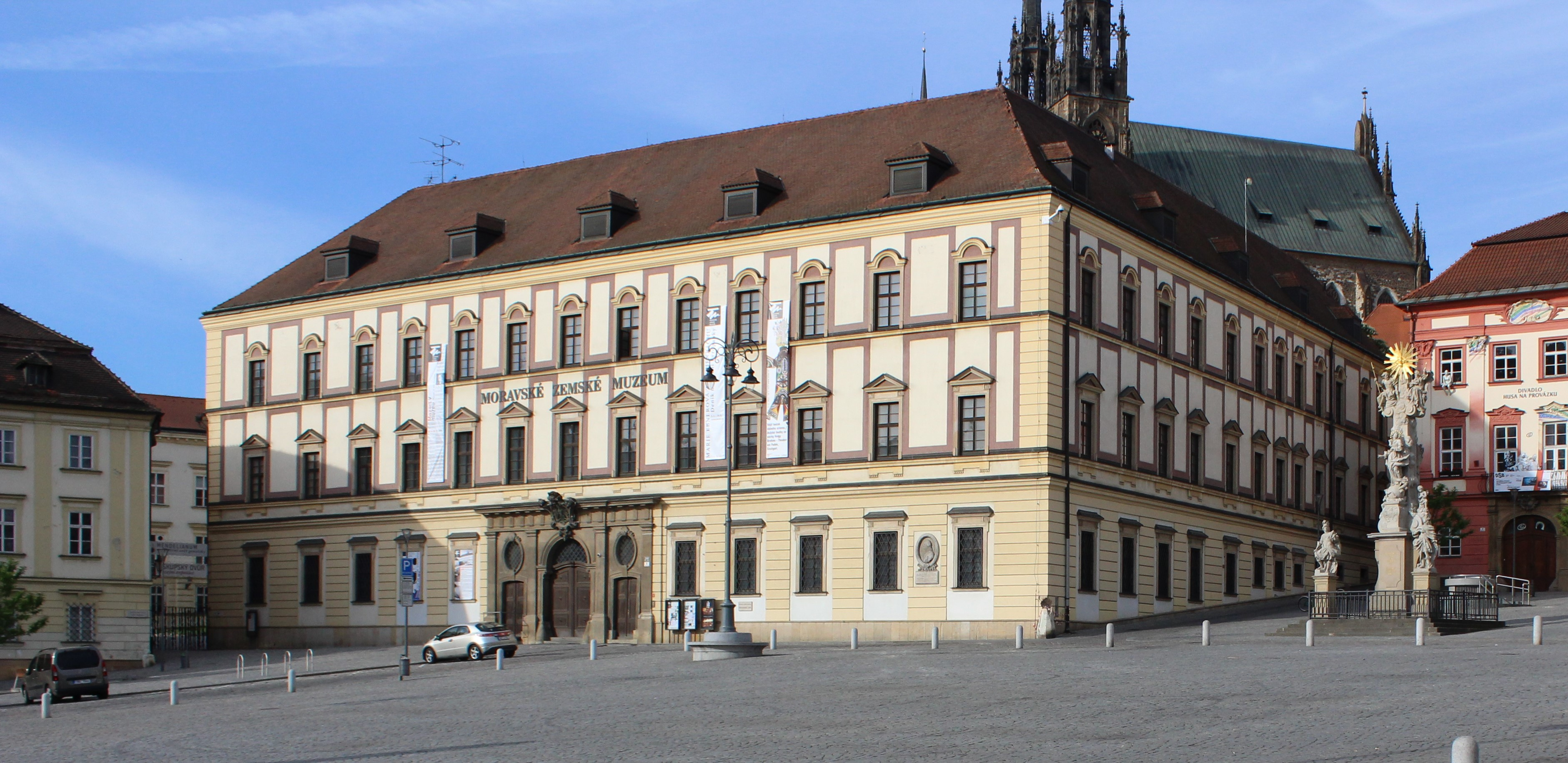
Mährische Landesmuseum in Brünn (Palais Dietrichstein)

Das Mährische Landesmuseum (tschechisch Moravské zemské muzeum, MZM) in Brünn ist die zweitgrößte Museumseinrichtung  in Tschechien mit bedeutenden archäologischen Beständen. Das Museum besuchten 2022 über 122.000 Menschen.

## Geschichte
Das nach dem Schlesischen Landesmuseum zweitälteste Museum in Tschechien wurde am 29. Juli 1817 durch ein kaiserliches Dekrets von Franz I. als Kaiser-Franz-Museum (Františkovo muzeum) zur Förderung von Aufklärung und Naturwissenschaft in Mähren gegründet. Zu den Gründungsvätern gehörten Christian Karl André, der mährische Gouverneur Antonín Bedřich Mitrovský und der Industrielle Hugo Franz zu Salm-Reifferscheidt. 1900 erhielt das Museum seinen heutigen Namen.
1945 kamen Bestände des Museums bei einem Brand im Schloss Mikulov zu Schaden. Von 1958 bis 1968 leitete der Prähistoriker Jan Jelínek das Museum. Er ging neue Wege in der Museumsgestaltung. Mit frei aufgestellten Artefakten, lebensgroßen Modellen und den berühmten Rekonstruktionszeichnungen von Zdeněk Burian prägte er international die Rezeption des Paläolithikums.
Die Sammlung bildender Kunst ging im Jahr 1961 an die neu gegründete Mährische Galerie über.

## Bedeutung
In seinen Sammlungen bewahrt das Landesmuseum über 6 Millionen wertvolle Exponate aus den Bereichen Anthropologie, Archäologie der Ur- und Frühgeschichte und des Mittelalters, Botanik, Theaterwissenschaft, Entomologie, Ethnografie, Geologie, Genetik, Geschichte, Mineralogie, Musikwissenschaft, Paläontologie und Zoologie mit Bezug zur Geschichte des Landesteils Mähren auf. Als bedeutendstes Exponat gilt die Venus von Dolní Věstonice, wobei im Haupthaus Palais Dietrichstein aus konservatorischen Gründen nur eine Kopie ausgestellt wird.
Neben der Bestandsbildung und der wissenschaftlichen Forschungsarbeit veranstaltet das Museum Ausstellungen, Vorträge und Exkursionen und widmet sich der Herstellung von Publikationen sowie der Arbeit mit Kindern und Jugendlichen. Das Mährische Landesmuseum untersteht dem Kulturministerium der Tschechischen Republik und ist Mitglied der Assoziation der Museen und Galerien der Tschechischen Republik.

## Ausstellungen
Zum Landesmuseum gehören in Brünn:

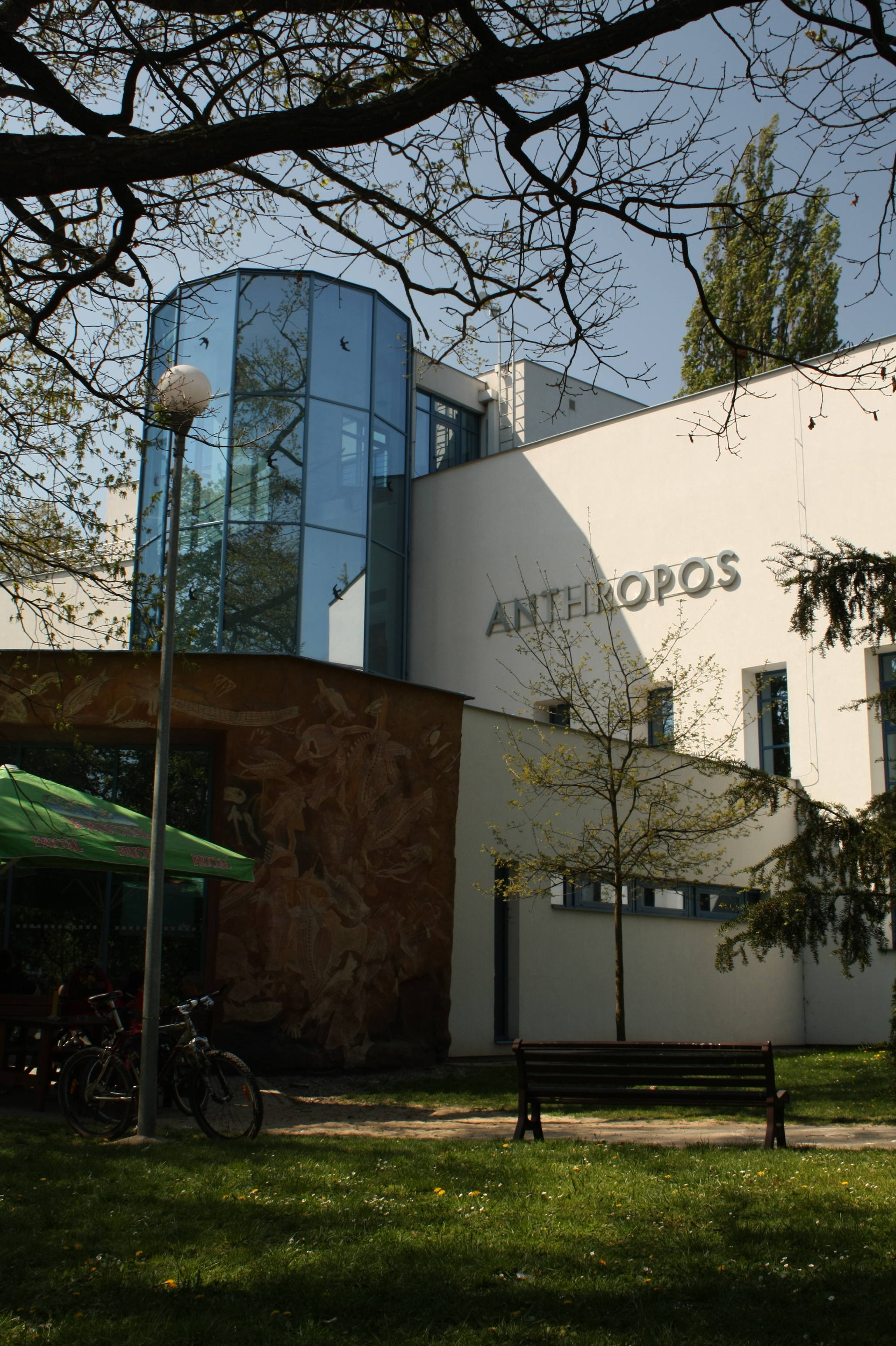
Pavillon Anthropos

- das Palais Dietrichstein mit Kindermuseum: Im ersten Obergeschoss befindet sich die Mineraliensammlung. Die Dauerausstellung im zweiten Obergeschoss befasst sich mit der Geschichte Mährens (Urgeschichte, Großmähren, Mähren im Mittelalter). Die Präsentationstexte sind ausschließlich in tschechischer Sprache gehalten (Status 2019). Im Hof des Palais befindet sich der Merkurbrunnen.
- der Bischofshof (Biskupský dvůr)
- das Damenstift (Palác šlechtičen)
- der Anthropos-Pavillon
- das Mendelianum
- die Leoš-Janáček-Gedenkstätte

Weiterhin gehören zum Landesmuseum außerhalb der Stadt:
- die Gedenkstätte der Kralitzer Bibel (Bible kralická) in Kralice nad Oslavou
- Altes Schloss Jevišovice (Volkskultur)
- Schloss Budišov (zoologische Sammlung)
- Schloss Moravec